# 淄博矿业集团德日建筑群
淄博矿务局德日建筑群，位于山东省淄博市淄川区矿务局机关驻地，中华人民共和国第七批全国重点文物保护单位。
2006年12月7日，公布为山东省文物保护单位，2013年5月公布为全国重点文物保护单位。